# روبرت آرثر
روبرت آرثر (بالإنجليزية: Robert H. MacArthur)‏ (و. 1930 – 1972 م) هو أحيائي، ورياضياتي، وعالم بيئة أمريكي، ولد في تورونتو، كان عضوًا في الأكاديمية الوطنية للعلوم، والأكاديمية الأمريكية للفنون والعلوم، توفي في برينستون، عن عمر يناهز 42 عاماً، بسبب اعتلال الكلية.

## التعليم
تعلم في جامعة براون، وجامعة ييل.

## جوائز
حصل على جوائز منها:
- جائزة عالم البيئة البارز [الإنجليزية]‏ (1973).